# Округ Самервел (Тексас)
Округ Самервел (енгл. Somervell County) је округ у америчкој савезној држави Тексас. По попису из 2010. године број становника је 8.490.

## Демографија
Према попису становништва из 2010. у округу је живело 8.490 становника, што је 1.681 (24,7%) становника више него 2000. године.
| Група             | 2000.         | 2010.         |
| Белци             | 5.763 (84,6%) | 6.595 (77,7%) |
| Афроамериканци    | 19 (0,3%)     | 57 (0,7%)     |
| Азијати           | 18 (0,3%)     | 53 (0,6%)     |
| Хиспаноамериканци | 915 (13,4%)   | 1.626 (19,2%) |
| Укупно            | 6.809         | 8.490         |